# Monodia stipoides
Monodia stipoides là một loài thực vật có hoa trong họ Hòa thảo. Loài này được S.W.L.Jacobs mô tả khoa học đầu tiên năm 1985.